# Pawnee (Oklahoma)
Pawnee (pawnee: Paári) és una ciutat dels Estats Units a l'estat d'Oklahoma. Segons el cens del 2000 tenia 2.230 habitants.

## Demografia
Segons el cens del 2000, Pawnee tenia 2.230 habitants, 878 habitatges, i 581 famílies. La densitat de població era de 391,4 habitants per km².
Dels 878 habitatges en un 33,3% hi vivien nens de menys de 18 anys, en un 45,7% hi vivien parelles casades, en un 17,2% dones solteres, i en un 33,8% no eren unitats familiars. En el 32% dels habitatges hi vivien persones soles el 16,5% de les quals corresponia a persones de 65 anys o més que vivien soles. El nombre mitjà de persones vivint en cada habitatge era de 2,44 i el nombre mitjà de persones que vivien en cada família era de 3,08.
Per edats la població es repartia de la següent manera: un 27,4% tenia menys de 18 anys, un 7,3% entre 18 i 24, un 24,4% entre 25 i 44, un 22,7% de 45 a 60 i un 18,2% 65 anys o més.
L'edat mediana era de 39 anys. Per cada 100 dones de 18 o més anys hi havia 80,6 homes.
La renda mediana per habitatge era de 24.962 $ i la renda mediana per família de 32.850 $. Els homes tenien una renda mediana de 28.182 $ mentre que les dones 20.139 $. La renda per capita de la població era de 12.970 $. Entorn del 16,8% de les famílies i el 20,5% de la població estaven per davall del llindar de pobresa.

## Poblacions més properes
El següent diagrama mostra les poblacions més properes.